# Krupets (Dubno)
Krupets (ucraniano: Крупе́ць; polaco: Krupiec) es un municipio rural y pueblo de Ucrania, perteneciente al raión de Dubno en la óblast de Rivne.
En 2018, el municipio tenía una población de 5725 habitantes, de los cuales unos mil quinientos vivían en la capital municipal homónima y el resto repartidos en 24 pedanías. El municipio se fundó en 2015 mediante la fusión de los hasta entonces consejos rurales de Krupets, Boratyn, Myjáilivka y Sytne, a los que se añadieron en 2020 los de Rídkiv, Teslúhiv y Jotýn.
El pueblo se ubica en la periferia nororiental de Radyvýliv, junto a la salida de la ciudad de la carretera E40 que lleva a Dubno y Rivne.

## Historia
Se conoce la existencia del pueblo en documentos desde 1545. En 1576 llegó a adoptar el Derecho de Magdeburgo y el título de miasteczko, pero no pudo tener un desarrollo urbano importante como consecuencia de las continuas guerras del siglo XVII. Antes de la fundación del actual municipio en 2015, Krupets era la sede de un consejo rural que únicamente incluía como pedanías a Baranne, Haiký, Hnylche, Zamíshchyna y Sribne, territorio perteneciente hasta 2020 al raión de Radyvýliv.

## Pedanías
Además de Krupets, el municipio incluye los siguientes pueblos:
- Baranne
- Boratyn
- Vesele
- Haiký
- Haiký-Sýtenski
- Hnylche
- Honoratka
- Dovhálivka
- Zamíshchyna
- Zásuv
- Karpýlivka
- Korytne
- Kotý
- Mýtnytsia
- Myjáilivka
- Nová Mýtnytsia
- Pliáshivka
- Polunychne
- Rídkiv
- Sytne
- Sribne
- Tabachuký
- Teslúhiv
- Jotýn